# Главы Тамбова
В данной статье перечислены главы города Тамбов Тамбовской области с 1992 года.

## Главы администрации города Тамбов
1. Коваль, Валерий Николаевич — глава администрации города Тамбов с февраля 1992 года по февраль 1998 года.
2. Косенков, Максим Юрьевич — глава администрации города Тамбов с августа 2005 года по апрель 2008 года.
3. Черноиванов, Пётр Петрович — глава администрации города Тамбов с июня 2008 года по октябрь 2010 года.
4. Бобров, Александр Филиппович — глава администрации города Тамбов с октября 2010 года по октябрь 2015 года. Исполняющий обязанности до декабря 2010 года.

## Мэры города Тамбов
1. Ильин, Алексей Юрьевич — мэр города Тамбов с июня 1998 года по июнь 2005 года.
2. Косенков, Максим Юрьевич — исполняющий обязанности мэра города Тамбов с июня 2005 года по август 2005 года.

## Главы города Тамбов
1. Ильин, Алексей Юрьевич — глава города Тамбов с июня 2005 года по октябрь 2010 года.
2. Кондратьев, Алексей Владимирович — глава города Тамбов с октября 2010 года по октябрь 2015 года.
3. Панков, Дмитрий Николаевич — исполняющий обязанности главы города Тамбов с октября 2015 года по ноябрь 2015 года.
4. Рогачев, Юрий Анатольевич — глава города Тамбов с ноября 2015 года по ноябрь 2016 года.
5. Алёхин, Дмитрий Вячеславович — исполняющий обязанности главы города Тамбов с ноября 2016 года по март 2017 года.
6. Чеботарёв, Сергей Алексеевич — глава города Тамбов с марта 2017 года по март 2019 года.
7. Самородин, Дмитрий Александрович — исполняющий обязанности главы города Тамбов с марта 2019 года по сентябрь 2019 года.
8. Макаревич, Наталия Владимировна — глава города Тамбов с сентября 2019 года по октябрь 2020 года.
9. Косенков, Максим Юрьевич — глава города Тамбов с ноября 2020 года по настоящее время. Исполняющий обязанности до февраля 2022 года.